# Луций Меммий (претор)
Луций Меммий (лат. Lucius Memmius) — римский политический деятель, предположительно занимавший должность претора до 112 года до н. э.

## Биография
Луций Меммий упоминается в сохранившихся источниках в связи с двумя эпизодами. В 112 году до н. э. он посетил Египет, и там при осмотре местных достопримечательностей его встречали с большим почётом. Отсюда исследователи делают вывод о высоком ранге Луция на тот момент. Поскольку имена всех консулов Римской республики известны и Меммия среди них нет, он должен был занимать до 112 года до н. э. пост претора.
Около 110 года до н. э. Луций Меммий в числе других сенаторов подписал сенатское постановление, касавшееся греческого города Адрамиттия. Его имя стоит в документе на пятом месте, причём указывается патроним — G. f. (сын Гая).
Некоторые исследователи отождествляют этого нобиля с Луцием Меммием, которого упоминает Марк Туллий Цицерон в трактате «Брут, или О знаменитых ораторах» как «посредственного оратора», но «сильного и беспощадного обвинителя».